# مقاطعة ناترونا (وايومنغ)
مقاطعة ناترونا (بالإنجليزية: Natrona County)‏ هي إحدى مقاطعات ولاية وايومنغ في الولايات المتحدة الأمريكية.